# WrestleMania 37
WrestleMania 37 – trzydziesta siódma galą wrestlingu z cyklu WrestleMania wyprodukowana przez federację WWE dla zawodników z brandów Raw i SmackDown. Odbyła się 10 i 11 kwietnia 2021 w Raymond James Stadium w Tampie w stanie Floryda. Początkowo miała odbyć się w Hollywood, 28 marca 2021, ale pandemia COVID-19 utrudniła te plany. Była to druga WrestleMania, zaraz po 36. edycji gali, która odbyła się w dwie noce. Emisja była przeprowadzana na żywo za pośrednictwem serwisu strumieniowego Peacock w Stanach Zjednoczonych i WWE Network na całym świecie oraz w systemie pay-per-view.
Podczas gali odbyło się czternaście walk podzielonych na dwie noce, na gali niebyło walk podczas pre-show. W walce wieczoru pierwszej nocy, Bianca Belair pokonała Sashę Banks zdobywając SmackDown Women’s Championship. W innych ważnych walkach, Bad Bunny i Damian Priest pokonali The Miza i Johna Morrisona, Braun Strowman pokonał Shane’a McMahnona w Steel Cage matchu, AJ Styles i Omos pokonali The New Day (Kofiego Kingstona i Xaviera Woodsa) zdobywając Raw Tag Team Championship przez co Styles został trzydziestym drugim Triple Crown Championem oraz dwudziestym drugim Grand Slam Championem oraz w pierwszej walce, Bobby Lashley pokonał Drew McIntyre’a poprzez techniczne poddanie broniąc WWE Championship. W walce wieczoru drugiej nocy, Roman Reigns pokonał Edge’a i Daniela Bryana w Triple Threat matchu broniąc Universal Championship. W innych ważnych walkach, Apollo Crews pokonał Big E w Nigerian Drum Fightcie zdobywając Intercontinental Championship, Sheamus pokonał Riddle’a i zdobył United States Championship, Rhea Ripley zdobyła Raw Women’s Championship pokonując Asukę oraz w pierwszej walce Randy Orton pokonał The Fienda.

## Produkcja

### Przygotowania
WrestleMania jest sztandarowym cyklem gal pay-per-view federacji WWE, potocznie nazywa się ją Super Bowlem rozrywki sportowej. Cykl rozpoczął się wraz z pierwszą galą, 31 marca 1985. WrestleMania 37 była trzydziestą siódmą galą chronologii, pierwszą organizowaną w Raymond James Stadium w Tampie. Bilety w przedsprzedaży były następnie dostępne 18 marca, zanim bilety trafiły do sprzedaży następnego dnia. Udostępniono także bilety indywidualne na każdą noc, a także dwudniowe pakiety pakietowe, które mogą pomieścić maksymalnie 25 000 widzów na każdą noc. 19 marca potwierdzono, że WWE Hall of Famerzy Hulk Hogan i Titus O’Neil poprowadzą WrestleManię 37.
WrestleMania oferowała walki profesjonalnego wrestlingu z udziałem wrestlerów należących do brandów Raw i SmackDown. Oskryptowane rywalizacje (storyline’y) kreowane są podczas cotygodniowych gal Raw i SmackDown. Wrestlerzy są przedstawieni jako heele (negatywni, źli zawodnicy i najczęściej wrogowie publiki) i face’owie (pozytywni, dobrzy i najczęściej ulubieńcy publiki), którzy rywalizują pomiędzy sobą w seriach walk mających budować napięcie. Kulminacją rywalizacji jest walka wrestlerska lub ich seria.
Oficjalnymi motywami muzycznymi gali były „Save Your Tears” autorstwa The Weeknd, „Head Up High” autorstwa Fitza oraz „All The Gold” autorstwa def rebel.

### Wpływ COVID-19
W wyniku pandemii COVID-19, która zaczęła wpływać na branżę w połowie marca, WWE musiało zaprezentować większość swojego programu z zestawu bez udziału realnej publiczności. Początkowo programy telewizyjne Raw i SmackDown oraz pay-per-view odbywały się w WWE Performance Center w Orlando w stanie Floryda. Ograniczona liczba stażystów Performance Center oraz przyjaciół i członków rodzin wrestlerów została później wykorzystana jako publiczność na żywo. Pod koniec sierpnia programy WWE na Raw i SmackDown zostały przeniesione do bezpiecznej biologicznie bańki zwanej WWE ThunderDome, która odbywała się w Amway Center w Orlando. Wybrana publiczność na żywo nie była już wykorzystywana, ponieważ bańka pozwalała fanom uczestniczyć w wydarzeniach praktycznie za darmo i być widzianymi na prawie 1000 tablicach LED na arenie. Dodatkowo ThunderDome wykorzystał różne efekty specjalne, aby jeszcze bardziej wzmocnić wejścia wrestlerów, a dźwięk z areny został zmiksowany z chantami wirtualnych fanów. Po przyjęciu przez Amway Center. ThunderDome zostało przeniesione do Tropicana Field w St. Petersburgu w stanie Floryda w grudniu.
W październiku 2020 roku, Wrestling Observer Newsletter poinformował, że WWE przenosi WrestleManię 37 na stadion Raymond James Stadium w Tampie w stanie Floryda, ponieważ stan pandemii w Kalifornii sprawił, że jest mało prawdopodobne, aby wydarzenie mogło się odbyć z udziałem widzów w pierwotnie planowanej dacie. Z kolei Floryda oficjalnie zniosła ograniczenia pojemności dla imprez sportowych pod koniec sierpnia, ale lokalne organizacje sportowe nadal dobrowolnie ograniczały swoją pojemność zgodnie z wytycznymi CDC. Promocja rywalizująca All Elite Wrestling (AEW) organizowało nagrania z widzami w Daily’s Place w Jacksonville od końca sierpnia 2020 roku przy 15% pojemności obiektu. Tampa Bay Buccaneers z National Football League (NFL) zaczęli przyjmować fanów na swoje mecze na Raymond James Stadium w październiku, z maksymalną pojemnością 25%, podczas gdy Super Bowl LV był gospodarzem stadionu 7 lutego 2021 roku, z oficjalną frekwencją 24 835 widzów.
16 stycznia 2021 roku WWE ogłosiło, że WrestleMania 37 odbędzie się na Raymond James Stadium w Tampie i podobnie jak WrestleMania 36 będzie dwudniowym wydarzeniem, które odbędzie się 10 i 11 kwietnia 2021 roku. WWE potwierdziło również, że SoFi Stadium zamiast tego będzie gospodarzem WrestleManii 39 w 2023 roku, ponieważ WrestleMania 38 w 2022 była zaplanowana na AT&T Stadium w Arlington w Teksasie. Burmistrz Tampa, Jane Castor, stwierdziła, że wydarzenie będzie „w prawdziwym stylu WWE, idealna historia powrotu i stanowi wyraźną wskazówkę, że nasze piękne miasto jest gotowe odbić się silniejsze niż kiedykolwiek”. Burmistrz Inglewood James T. Butts Jr. z zadowoleniem przyjął decyzję WWE o zezwoleniu Tampie na „należny im moment WrestleManii”. W wywiadzie dla TMZ Sports 19 stycznia, dyrektor ds. marki WWE, Stephanie McMahon, potwierdziła plan WWE dotyczący obecności fanów na żywo na WrestleManię 37, stwierdzając, że „miejmy nadzieję, że będzie to dla nas pierwsza okazja, aby nasi fani wrócili na widownię”. Powiedziała również, że będą obserwować, jak NFL radzi sobie z organizacją Super Bowl, aby dowiedzieć się logistycznie, co działa, a co nie.
W lutym, Wrestling Observer Newsletter poinformował, że WWE planuje ograniczyć frekwencję do 30 000 widzów każdej nocy, ale później poinformował, że promocja liczy na 45 000, jeśli zostanie zatwierdzona przez miasto Tampa. 17 marca Tampa Bay Times potwierdził, że każda noc będzie mogła pomieścić 25 000 widzów, a uczestnicy będą oddzieleni kapsułami z zachowaniem dystansu fizycznego. Potwierdzili również, że stadion będzie przeprowadzał kontrole temperatury i badania odnowy biologicznej, że maski będą wymagane i będą dostępne bezpłatne maski, a wszelkie transakcje będą odbywały się bez użycia papieru.
Pandemia spowodowała również nieobecność Johna Ceny, który chociaż od 2016 roku mocno koncentrował się na swojej karierze aktorskiej, walczył lub pojawiał się na każdej WrestleManii od WrestleManii XIX w 2003 roku. Cena miał walczyć lub przynajmniej pojawić się na WrestleManii 37, ale ze względu na jego harmonogram kręcenia serialu HBO Max Peacemaker, który był kręcony w Kanadzie, uniemożliwiło mu to logistycznie podróż na Florydę, ponieważ po powrocie do Kanady, musiałby poddać się dwutygodniowej kwarantannie, co spowodowałoby wstrzymanie produkcji serialu. Dwa inne wielkie nazwiska, których nie było na gali to Brock Lesnar i Goldberg. Lesnar ostatnio pojawił się na WrestleManii 36, a jego kontrakt wygasł w sierpniu 2020 roku i chociaż uważano, że WWE spróbuje wynegocjować nowy kontrakt dla Lesnara, nie było planów, aby pojawił się na WrestleManii 37 do lutego 2021 roku. Goldberg, który wciąż miał jeszcze jedną walkę w kontrakcie na ten rok, był krótko dyskutowany o występie na gali, ale w lutym ostatecznie został wykluczony z jakichkolwiek planów.

### Inne wydarzenia tygodnia WrestleManii
W ramach galii WrestleMania podczas tygodnia gali, WWE zorganizowało szereg wydarzeń przez cały tydzień. WrestleMania 37 Week rozpoczęła się 5 kwietnia na odcinku Raw. Ceremonia WWE Hall of Fame 2021 została następnie wyemitowana następnej nocy 6 kwietnia. Brand NXT należący do WWE zorganizował swoją główną galę TakeOver: Stand & Deliver w dniach 7 i 8 kwietnia, podczas gdy specjalny odcinek NXT UK zatytułowany „Prelude” został również wyemitowany w południe 8 kwietnia. 9 kwietnia, w noc poprzedzającą noc pierwszą WrestleManii 37, WWE wyemitowało specjalny „WrestleMania Edition” SmackDown. Odcinek zawierał André the Giant Memorial Battle Royal, który wygrał Jey Uso i który wcześniej odbywał się na samej WrestleManii (z wyjątkiem WrestleManii 36, w której walka została odwołana z powodu obaw związanych z pandemią). mistrzostwo Tag Team SmackDown był również broniony w tym odcinku w Fatal 4-way Tag Team matchu, w którym tytuł obronili Dolph Ziggler i Robert Roode. Wczesnym rankiem 11 kwietnia Peacock i WWE Network mieli premierę nowego odcinka Broken Skull Sessions Stone Colda Steve’a Austina, w którym wystąpił Chris Jericho z AEW po raz pierwszy w programach WWE od prawie trzech lat. Tydzień został zakończony przez Raw po WrestleManii w poniedziałek 12 kwietnia, a potem na końcu NXT zaczęło nadawać w nowym wtorkowym slocie nocnym.

### Zaangażowanie celebrytów
Zgodnie z tradycją WrestleManii, na galach w różnych rolach wzięły udział gwiazdy branży rozrywkowej. 6 kwietnia ogłoszono, że amerykańska artystka Bebe Rexha zaśpiewa „America the Beautiful” podczas pierwszej nocy na początku show, dwa dni później ogłoszono, że Ashland Craft zaśpiewa ten sam utwór tylko że na początku show drugiej nocy. Dwie gwiazdy były bezpośrednio zaangażowane w walki na galach. Raper Bad Bunny walczył w Tag Team matchu, razem z Damianem Priestem przeciwko The Mizowi i Johnowi Morrisonowi na Night 1, podczas gdy osobowość YouTube, aktor i bokser Logan Paul był gościem na narożniku Samiego Zayna w jego walce z Kevinem Owensem na Night 2. Dodatkowo dwóch artystów muzycznych wykonało na żywo motywy wejściowe do wejść wrestlerów na nocy 2. Artystka Ash Costello z zespołu New Years Day wykonała piosenkę wejściową Rhei Ripley „Brutality”, oraz raper Wale wykonał utwór „Feel The Power”, który jest motywem wejściowym Big E.

### Rywalizacje
Zaraz po WrestleManii XXVII w kwietniu 2011, Edge, który w tamtym czasie był posiadaczem nieistniejącego już World Heavyweight Championship, został zmuszony do przejścia na emeryturę i rezygnacji z tytułu z powodu poważnej kontuzji szyi. Edge został następnie wprowadzony do WWE Hall of Fame w 2012 roku. Po dziewięciu latach i dwóch operacjach szyi Edge powrócił jako niespodziewany uczestnik Royal Rumble matchu, docierając do finałowej trójki. W następnym roku Edge zadeklarował swój udział w Royal Rumble 2021, przysięgając, że wygra męski Royal Rumble match, aby mógł przejść na WrestleManię 37 i ponownie zostać mistrzem świata, ponieważ nigdy nie stracił swojego tytułu. Podczas gali, która miała miejsce 31 stycznia, Edge wszedł do meczu jako numer jeden i wygrał jako wrestler Raw i zdobył wybrany przez siebie walkę o mistrzostwo świata na WrestleManii 37. W ciągu następnego tygodnia Edge pojawiał się na Raw, NXT i SmackDown, konfrontując się z mistrzem świata każdego brandu, ale stwierdził, że z podjęciem decyzji poczeka do Elimination Chamber. Po tym, jak Universal Champion ze SmackDown, Roman Reigns, utrzymał swój tytuł w starciu z Danielem Bryanem, pojawił się Edge i wykonał Spear na Reignsie. Następnie wskazał na znak WrestleManiai wskazując, że Edge zdecydował się rzucić wyzwanie Reignsowi o Universal Championship, co zostało później potwierdzone. Nastąpiło to po tym, jak Reigns zażądał od Edge’a wybrania go, i po tym jak Reigns zaatakował Edge’a Spearem 19 lutego na odcinku SmackDown. Jednak Bryan także chciał od Reignsaa kolejną walkę o mistrzostwo, szydząc z Reignsa za obronę tytułu przed nim natychmiast po tym, jak Bryan wygrał SmackDown Elimination Chamber Match. Na Fastlane Bryan ponownie zmierzył się z Reignsem o mistrzostwo, a Edge występował jako sędzia specjalny; Reigns wygrał walkę po tym, jak Edge zaatakował obu stalowym krzesłem. 26 marca na odcinku SmackDown WWE official Adam Pearce ogłosił, że Reigns będzie bronił Universal Championship przeciwko Bryanowi i Edge’owi w Triple Threat matchu na WrestleManii.
Podczas Royal Rumble, Bianca Belair ze SmackDown wygrała Royal Rumble match kobiet, aby zdobyć wybraną przez siebie walkę o mistrzostwo kobiet na WrestleManii 37. Belair omówiła zmierzenie się z mistrzyniami trzech brandów w ciągu najbliższych kilku tygodni, ale przede wszystkim zaangażowała się w segmenty ze SmackDown Women’s Champion Sashą Banks. Chociaż Banks pochwaliła Belair, twierdziła, że Belair nie była najlepsza, ponieważ nie miała mistrzostwa kobiet SmackDown, grając gimmich EST Belair. 26 lutego na odcinku SmackDown Belair zdecydowała, że wyzwie Banks na walkę o SmackDown Women’s Championship na WrestleManii 37.
Na Elimination Chamber, Drew McIntyre wygrał Raw Elimination Chamber match, aby zachować WWE Championship. Jednak po walce McIntyre został brutalnie zaatakowany przez Bobby’ego Lashleya, co pozwoliło The Mizowi wykorzystać swój kontrakt Money in the Bank i zdobyć tytuł. W ramach umowy, którą Miz zawarł z menadżerem Lashleya MVP, Miz miał bronić mistrzostwo przed Lashleyem, który pokonał Miza w Lumberjack matchu i zdobył tytuł 1 marca na odcinku Raw. 15 marca Lashley twierdził, że zniszczył McIntyre’a na Elimination Chamber i zrobi to ponownie na WrestleManii 37, potwierdzając, że Lashley będzie bronił tytułu przeciwko McIntyre’owi podczas tego wydarzenia. McIntyre wyszedł i pogratulował Lashleyowi zdobycia tytułu mistrzowskiego, zauważając, że obaj mieli długą drogę do zdobycia WWE Championship – 16 lat dla Lashleya i 17 lat dla McIntyre’a. Jednak McIntyre kpił z Lashleya, ponieważ McIntyre po raz pierwszy zdobył mistrzostwo na WrestleManii 36 pokonując Brocka Lesnara, podczas gdy Lashley zdobył mistrzostwo, dokonując podstępnej umowy i pokonując Miza w odcinku Raw. McIntyre następnie zadeklarował, że odzyska mistrzostwo na WrestleManii. W następnym tygodniu McIntyre pokonał Cedrica Alexandra i Sheltona Benjamina z The Hurt Business w Handicap matchu, banując Alexandra i Benjamina z okolic ringu podczas WWE Championship matchu na WrestleManii.
Rozwścieczony faktem, że opuścił walkę Raw Elimination Chamber match, Braun Strowman miał problem z WWE officials Shane’em McMahonem i Adamem Pearce’em. Próbując naprawić sytuację, Shane wyznaczył Strowmanowi współpracę z Pearce’em, aby zmierzyć się z The Hurt Business (Cedric Alexander i Shelton Benjamin) o Raw Tag Team Championship. Strowman wygrywał walkę, jednak po wykonaniu Running Powerslam na Benjaminie, Shane zasygnalizował Pearce’owi znak aby zmienił się ze Strowmanem aby przypiąć, ale Benjamin przypiął Pearce’a ruchem roll-up, aby zachować tytuł, co jeszcze bardziej rozwścieczyło Strowmana. Shane następnie zaczął obrażać inteligencję Strowmana. Strowman następnie wyzwał Shane’a na pojedynek 15 marca na odcinku Raw. Jednak walka nigdy się oficjalnie nie rozpoczęła, a zamiast tego obaj walczyli z Shane’em, który nazwał Strowmana głupcem. Doprowadziło to do zabookowania walki pomiędzy nimi w Fastlane. Ta walka również nie odbyła się z powodu kontuzji kolana Shana podczas treningu; wybrał Eliasa jako swojego zastępcę, aby stawić czoła Strowmanowi, który pokonał Eliasa. Następnej nocy na odcinku Raw Shane, wraz z Eliasem i Jaxsonem Rykerem, nadal drwili ze Strowmana, który wyszedł i pokonał Eliasa w rewanżu. Po walce Shane zaatakował Strowmana kulą, ujawniając, że Shane udawał, że jest kontuzjowany. Shane następnie wycofał się, po czym Strowman wyzwał Shane’a na pojedynek na WrestleManii 37, a Shane się zgodził. W następnym tygodniu Strowman wybrał Steel Cage match jako stypulację.
Na Royal Rumble, The Miz próbował przekonać rapera Bad Bunny’ego, który wykonał jego piosenkę „Booker T” podczas gali, do zawarcia kontraktu na zostanie supergwiazdą WWE pod jego opieką; jednak Bad Bunny odrzucił ofertę. Później, podczas walki Royal Rumble, gdy Miz wszedł, zniszczył sprzęt DJ-ski Bad Bunny’ego. Zirytowany Bad Bunny wyszedł i odwrócił uwagę Miza, pozwalając Damianowi Priestowi go wyeliminować. Następnej nocy na odcinku Raw Bad Bunny był gościem w „Miz TV”. Miz przeprosił za swoje czyny, a Bad Bunny przyjął przeprosiny, ale nie przeprosił za własne czyny. Bad Bunny stwierdził następnie, że jednym z jego marzeń było zostać wrestlerem WWE, w czym Miz ponownie twierdził, że może mu pomóc, ale ponownie został odrzucony. Bad Bunny stwierdził wtedy, że jedynym powodem, dla którego się tam znalazł, był jego przyjaciel Priest, który zadebiutował na Raw i pokonał Miza w walce. W ciągu następnych kilku tygodni Miz i jego partner Tag Teamowy, John Morrison, nieustannie drwili z Bad Bunny’ego. 23 marca na odcinku Raw Miz wyzwał Bad Bunny’ego na pojedynek na WrestleManii 37. Po walce Miza, Bad Bunny zaatakował Miza i zaakceptował wyzwanie. Jednak po tym, jak Miz i Morrison zdewastowali Bugatti za 3 miliony dolarów Bad Bunny’ i zaatakowali Bad Bunny’ego 5 kwietnia, warunki walki zostały zmienione, ponieważ Priest i Bad Bunny wyzwali Miza i Morrisona na Tag Team match, który Miz i Morrison zaakceptowali.
Na gali TLC: Tables, Ladders & Chairs w grudniu 2020 Randy Orton pokonał „The Fiend” Braya Wyatta w walce Firefly Inferno match. Po walce Orton oblał martwe ciało The Fienda benzyną i podpalił go. Po tym incydencie Alexa Bliss, która kilka miesięcy wcześniej sprzymierzyła się z The Fiendem, zaczęła nawiedzać Ortona co tydzień, w tym powodując, że przegrał wiele walk. 15 marca na odcinku Raw Bliss wyzwała Ortona na Intergender match na Fastlane, a Orton zgodził się na wyrzucenie Bliss ze swojego życia. Na Fastlane Bliss pokonała Ortona dzięki powrotowi The Fienda, który wyglądał bardzo groteskowo ze zwęgloną skórą. Następnej nocy na odcinku Raw Orton próbował wezwać The Fienda. Bliss pojawiła się na scenie trzymając Jack-in-the-box sygnalizując powrót The Fienda, po czym światła zgasły. Kiedy wrócili, The Fiend stał na ringu. Orton wykonał RKO w The Fiendzie, po czym Bliss weszła do ringu, by drwić z Ortona. Następnie The Fiend wstał i zaatakował Ortona Sister Abigail. Bliss następnie wskazała na znak WrestleManii, sygnalizując wyzwanie, które później zostało potwierdzone.
Po nieudanej próbie pokonania Big E o Intercontinental Championship w styczniu, Apollo Crews przeszedł heel turn i zaczął wykorzystywać swoje królewskie nigeryjskie korzenie, w tym mówić z nigeryjskim akcentem. 19 lutego na odcinku SmackDown, po przegranej Crewsa z Shinsuke Nakamurą, gdzie komentował Big E, Crews zaatakował Nakamurę po walce. Big E pomógł Nakamurze, jednak Crews zaatakował Big E stalowymi schodami, wyłączając go z akcji na kilka tygodni. Big E powrócił 12 marca i zawołał Crewas, który nie odpowiedział. Big E następnie rzucił otwarte wyzwanie o Intercontinental Championship, gdzie zachował tytuł przeciwko Samiemu Zaynowi. Po walce Crews zaskoczył Big E i ponownie zaatakował go stalowymi schodami. Następnie ogłoszono, że Big E będzie bronić Intercontinental Championship przeciwko Crewsowi na Fastlane. Na Fastlane, Big E pokonał Crewsa, aby ponownie zachować tytuł, po czym Crews zaciekle zaatakował Big E. 26 marca na odcinku SmackDown, Crews przypiął Big E w Six-man Tag Team matchu. Kolejna walka pomiędzy nimi o tytuł został następnie zaplanowana na WrestleManii 37. W następnym tygodniu Crews zmienił stypulacje walki na Nigerian Drum Fight.

## Wyniki walk
| Nr                                 | Wyniki                                                                                       | Stypulacje                                                                                                | Czas  |
| ---------------------------------- | -------------------------------------------------------------------------------------------- | --- | ----- |
| 1                                  | Bobby Lashley (z MVP) (c) pokonał Drew McIntyre’a poprzez techniczne poddanie                | Singles match o WWE Championship                                                                          | 18:20 |
| 2                                  | Natalya i Tamina wygrały przez ostatnią eliminację The Riott Squad (Liv Morgan i Ruby Riott) | Tag Team Turmoil match Zwyciężczynie otrzymają walkę o WWE Women’s Tag Team Championship na drugiej Nocy. | 14:15 |
| 3                                  | Cesaro pokonał Setha Rollinsa                                                                | Singles match                                                                                             | 11:35 |
| 4                                  | AJ Styles i Omos pokonali The New Day (Kofiego Kingstona i Xaviera Woodsa) (c)               | Tag Team match o WWE Raw Tag Team Championship                                                            | 9:45  |
| 5                                  | Braun Strowman pokonał Shane’a McMahnona                                                     | Steel Cage match                                                                                          | 11:25 |
| 6                                  | Bad Bunny i Damian Priest pokonali The Miza i Johna Morrisona                                | Tag Team match                                                                                            | 15:05 |
| 7                                  | Bianca Belair pokonała Sashę Banks (c)                                                       | Singles match o WWE SmackDown Women’s Championship                                                        | 17:15 |
| (c) – mistrz/mistrzyni przed walką |                                                                                              | |       |

| Nr                                 | Wyniki                                                                                            | Stypulacje                                              | Czas  |
| ---------------------------------- | ------------------------------------------------------------------------------------------------- | ------------------------------------------------------- | ----- |
| 1                                  | Randy Orton pokonał The Fienda (z Alexą Bliss)                                                    | Singles match                                           | 5:50  |
| 2                                  | Nia Jax i Shayna Baszler (c) (z Reginaldem) pokonały Natalyę i Taminę poprzez techniczne poddanie | Tag Team match o WWE Women’s Tag Team Championship      | 14:20 |
| 3                                  | Kevin Owens pokonał Samiego Zayna (z Loganem Paulem)                                              | Singles match                                           | 9:20  |
| 4                                  | Sheamus pokonał Riddle’a (c)                                                                      | Singles match o WWE United States Championship          | 10:50 |
| 5                                  | Apollo Crews pokonał Big E (c)                                                                    | Nigerian Drum Fight o WWE Intercontinental Championship | 6:50  |
| 6                                  | Rhea Ripley pokonała Asukę (c)                                                                    | Singles match o WWE Raw Women’s Championship            | 13:30 |
| 7                                  | Roman Reigns (c) (z Jeyem Uso i Paulem Heymanem) pokonał Edge’a i Daniela Bryana                  | Triple Threat match o WWE Universal Championship        | 21:40 |
| (c) – mistrz/mistrzyni przed walką |                                                                                                   |                                                         |       |

### Tag Team Turmoil match
| Nr. eliminacji | Drużyna                                   | Nr. wejścia | Wyeliminowane przez   | Metoda eliminacji                                                 | Czas  |
| -------------- | ----------------------------------------- | ----------- | --------------------- | ----------------------------------------------------------------- | ----- |
| 1              | Lana i Naomi                              | 1           | Billie Kay i Carmellę | Kay przypięła Lanę ruchem roll-up                                 | 2:20  |
| 2              | Billie Kay i Carmella                     | 2           | The Riott Squad       | Morgan przypięła Kay po wykonaniu kombinacji Gutbuster/Back Stomp | 4:55  |
| 3              | Dana Brooke i Mandy Rose                  | 4           | The Riott Squad       | Morgan przypięła Brooke ruchem inside cradle                      | 9:20  |
| 4              | The Riott Squad (Liv Morgan i Ruby Riott) | 3           | Natalyę i Taminę      | Tamina przypięła Riott po wykonaniu Superfly Splash               | 14:15 |
| Zwyciężczynie  | Natalya i Tamina                          | 5           | –                     | –                                                                 | 14:15 |